# Obrněný křižník

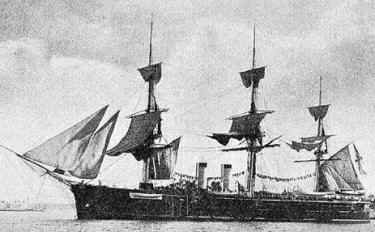
První ruský obrněný křižník Geněral Admiral

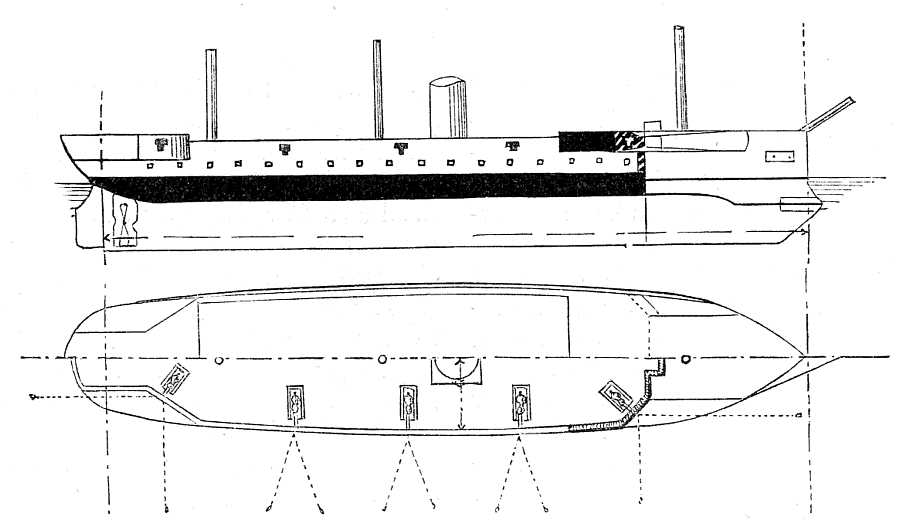
Schéma pancéřování HMS Shannon

Obrněný křižník (anglicky belted cruiser, německy Gürtelpanzerkreuzer) byl další stupeň vývoje prvních křižníků (po nechráněných křižnících/korvetách, které se objevily za americké občanské války a jejich nástupcích). Vznikl v sedmdesátých letech 19. století a vyznačoval se pancéřovou ochranou čáry ponoru, kterou tvořil vertikální pás válcované nelegované ocele o tloušťce 152 až 252 mm na bocích. Většinou bývala ne příliš silně pancéřována i paluba. Jednalo se o přibližně 80 až 115 metrů dlouhá plavidla o výtlaku 4600 až 7600 tun, poháněná většinou primárně plachtami (výjimkou byla poslední britská třída Orlando), ale opatřená i parním strojem a lodním šroubem. Rychlost se pohybovala mezi 12 až 18 uzly.
Prvním obrněným křižníkem se stal ruský Geněral Admiral (Генерал-адмирал) spuštěný na vodu 1873 a dokončený 1875. Hlavní výzbroj tvořilo šest 203mm a dva 152mm kanóny a čáru ponoru kryl 152mm pancíř z válcované nelegované ocele (stejné pancéřování měla i středová kasemata). Britskou odpovědí se stal HMS Shannon, dokončený 1877, který nesl dva 254mm a sedm 229mm kanónů a čáru ponoru a velitelskou věž kryl 229mm pancíř. Prvním francouzským obrněným křižníkem se stal Duquesne, dokončený 1878, vyzbrojený sedmi 160mm a čtrnácti 140mm kanóny a pouze s bočním pancéřovým pásem o tloušťce 250 mm válcované nelegované ocele.
Rusové, Britové a Francouzi se stavbě obrněných křižníků věnovali do 80. let 19. století. Lodě ani pancíř se příliš neosvědčily: pancéřový pás byl příliš těžký než aby mohl chránit větší plochu a malá plocha pokrytá pancířem zase nedokázala loď dostatečně ochránit. Hledání jiných způsobů ochrany vedlo ke vzniku chráněných a pancéřových křižníků, které obrněné křižníky nahradily.